# 羽田つばさ
羽田 つばさ（はねだ つばさ、1993年1月19日 - ）は、日本のAV女優。DINO所属。

## 略歴・人物
2018年9月、マドンナ専属女優としてAVデビュー。元国際線のキャビンアテンダントとされている。
2019年より専属を離れ、企画単体女優として活動。

## 出演作品

### アダルトDVD
2018年
- 新人 元国際線キャビンアテンダント 羽田つばさ 30歳 AV Debut!!（9月7日、マドンナ）
- 元キャビンアテンダント 専属第2弾!! 痙攣のち、絶頂のち、嵐の如く追撃性交。（10月7日、マドンナ）
- 元キャビンアテンダントMadonna専属 第3弾!! 背徳ドラマ×超美尻フェチ!! オヤジが出張中の3日間、義母のムチムチ巨尻に俺の絶倫チ○ポが吠える!!（11月7日、マドンナ）
- 羽田つばさ 中出し解禁!! 永遠に終わらない、中出し輪姦の日々。（12月7日、マドンナ）

2019年
- 神尻人妻のいる中出し専門ビキニマッサージ（1月19日、エムズビデオグループ）
- 白昼の人妻タクシードライバー 背徳のアクメに悶える献身妻（2月8日、NAGIRA）
- お尻大好きしょう太くんのHなイタズラ 憧れのデカ尻CA(国際線)編（2月21日、グローリークエスト）
- 憧れの美人キャリアウーマン上司にパワハラ発言連発で怒られてばかりのボクだったけど、旦那が出張中の上司宅で二人っきり…欲望を我慢できなくて激ピストン!!（2月22日、クリスタル映像）
- 三十路清楚妻ガチナンパ! 「童貞君の筆おろししてください!」若くて固いち●ぽにイクッイクッと本気イキ! 「もうイッてるからダメッ…」と懇願する人妻をさかりのチンパンジーみたいな暴走ピストンでイカせ続けて生中出し!（2月22日、赤面女子）他出演:香澄しおり、星咲マイカ、我妻澪
- アレが大きな友達の旦那さん。 初めて味わう危険な上反り編。（2月25日、ダスッ!）
- はだかの主婦 千代田区在住(31) 羽田つばさ（3月1日、プラネットプラス）
- 縄に支配された女教師（3月7日、アタッカーズ）
- 巨尻未亡人・遺影の前で中出し輪姦（3月7日、ヒビノ）
- 元国際線CAレズ解禁!! W(ダブル)美尻ジーパンレズビアン 〜引越し準備中に戯れる人妻〜（3月7日、マドンナ）共演:美谷朱里
- 35歳以上の人妻さん限定! 素人妻と童貞くんの筆下しドキュメント! アナル丸見え杭打ち騎乗位で止まらない腰振り!合計17射精!（3月15日、ピーターズ）他出演:南あや、我妻澪 ほか
- 甲斐性無しの旦那に頼まれ仕方が無く他人棒の相手をする献身美尻妻（4月25日、ヒビノ）
- スリップの人妻（5月1日、プラネットプラス）
- 魔性年（5月2日、グローリークエスト）
- 妻がパートに出掛けている間に義妹と淫らな昼下がり（6月13日、アクアモール/HERO）
- 妻がいない3日間 子供の世話に来た妻の姉とセックスしまくった俺。（7月8日、ながえSTYLE）
- 突然押しかけてきた嫁の姉さんに抜かれっぱなしの1泊2日（8月1日、VENUS）
- 定年退職してヒマになったドスケベ義父の嫁いぢり（10月7日、VENUS）

2022年
- 「こんなところでゴメンなさい…。でも、もう我慢出来なかったの…」トイレが故障で使えず膀胱限界の放尿婦人 36人（6月21日、アクアモール/エマニエル）

### VR
- 酔い狂いイキ狂う女たち（2021年4月30日、爆脳VR）※オムニバス作品